# Уолтер, Люси
Люси Уолтер (англ. Lucy Walter, ок. 1630, замок Рок, Пембрукшир, Уэльс — сентябрь 1658, Париж, Франция) — валлийская дворянка, фаворитка короля Карла II Стюарта в 1648 — 1650 годах, мать Джеймса Скотта, 1-го герцога Монмутского.

## Происхождение
Люси Уолтер происходит из небогатой дворянской семьи, имеющей глубокие корни в Уэльсе. Ee отец Уильям Уолтер (1605-1650) был владельцем замка Рок, рядом с Хаверфордуэстом в Пембрукшире, который достался семье Уолтеров в 1601 году. Её мать — Элизабет Протеро (ум. 1652) принадлежала к одной из древних семей Кармартеншира, приходясь племянницей Джону Вону, 1-му графу Карбери.

## Биография
Датой её рождения считается 1630 год. В 1644 году, когда её родовой замок был разрушен войсками парламента во время Английской революции, Люси нашла убежище в Лондоне, откуда решила направиться в Гаагу, ставшую прибежищем английских роялистов, покинувших Англию. Проблему отсутствия средств для поездки и дальнейшего пребывания в Голландии Люси решила поиском богатого возлюбленного. Элджернон Сидни (1623—1683), сын графа Лестера, рассказывал Джеймсу, герцогу Йорку, что передал Люси 50 золотых, но воспользоваться плодами сделки не успел, поскольку вынужден был спешно оставить возлюбленную чтобы присоединиться к своему полку на войне, уступив «права» на неё своему младшему брату полковнику Роберту Сидни, который и получил «приз». В 1648 году, пребывая в Гааге как «частная Валлийка» Люси, про которую впоследствии лорд-канцлер граф Кларендон сказал: «не имеющая доброго имени, но красивая», пленила восемнадцатилетнего английского принца Чарльза (будущего короля Карла II Стюарта), также находившегося здесь в течение короткого времени. Многие историки считают Люси первой возлюбленной принца. Брат Карла II, герцог Джеймс Йоркский (будущий Яков II) также упоминает о редкой красоте Люси, отмечая правда нехватку остроумия. 9 апреля 1649 года в Роттердаме Люси разрешилась от бремени сыном, получившим имя Джеймс, Карл признал сына, ставшего впоследствии известным как герцог Монмут. В июле-августе 1649 года Люси Уолтер сопровождает принца во время его пребывания в Париже и даже во дворце Сен-Жермен, а также возможно во время посещения им острова Джерси в сентябре, сопровождавший принца в августе 1649 года знаменитый писатель Джон Ивлин оставил о Люси такую характеристику: «смуглое, прекрасное, смелое, но безвкусное существо». В июне 1650 года принц оставил возлюбленную в Гааге, чтобы отправиться в Шотландию для возвращения трона. Люси недолго переживая, завязала романтические отношения с Тибо (Теобальд) виконтом Тааффе, будущим графом Карлингфордом, от которого в 1651 году родила дочь Марию. Вернувшийся на континент в конце 1651 года после неудачной битвы при Вустере принц Карл объявил Люси, что их отношения закончены. В течение следующих четырёх лет Люси путешествует по Европе, её весьма экстравагантный образ жизни и следующие один за другим скандалы вокруг её имени доставляли большое беспокойство королевской семье в изгнании, так что в 1656 году Люси, находившейся тогда в Кельне, было предложено покинуть Европу и вернуться с детьми в Англию в обмен на королевскую пенсию в размере 5 тысяч ливров. Согласившись, Люси поселилась в Лондоне, близ Сомерсет-хаус. Но долго пожить в Англии Люси не удалось, её близость к королевской семье, а главное активный образ жизни в Лондоне быстро привлекли внимание разведки лорда-протектора, заподозрившей в ветреной валлийке шпиона роялистов. В июне 1656 года Люси и её горничная были арестованы и отправлены в Тауэр, хотя доказательств шпионажа выявлено не было 16 июля 1656 года Люси было предписано покинуть Англию. На этот раз Люси поселилась в Брюсселе и возобновила экстравагантный образ жизни. Попытки использовать в целях обогащения своего сына от принца закончились для Люси плачевно, после неудачных попыток шантажа принц потребовал передать сына ему на воспитание в противном случае пригрозив похитить ребёнка и в 1658 году Люси передала мальчика королевским наставникам. В сентябре того же года она скончалась в Париже, причиной столь ранней смерти фаворитки было венерическое заболевание (вероятно сифилис).

### Дети
Известно двое детей, рожденных Люси Уолтер, оба ребёнка рождены вне брака:
- Джеймс (1649—1685), с 1663 года 1-й герцог Монмут, признан в качестве сына королём Карлом II Стюартом;
- Мэри (род. 1651), 1-й муж ирландский дворянин Уильям Сарнсфилд (ум. 1688), ст. брат генерала Патрика Сарнсфилда, 1-го графа Лукана, брак был бездетным; 2-й муж Уильям Фэншоу (ум. 1708), член парламента, от которого она родила детей.

## Образ в искусстве
Короткая, но насыщенная приключениями жизнь Люси Уолтер стала сюжетом ряда романов:
- «Ребенок моря» (англ. The Child from the Sea), повесть Элизабет Гоудж, 1970 год;
- «Люси Уолтер Жена или Любовница» (англ. Lucy Walter Wife or Mistress), романизированная биография лорда Джорджа Скотта, 1947 год;
- В телевизионном фильме о герцоге Монмуте «Мальчик, который хотел быть королём» 2003 года, образ Люси Уолтер воплощен киноактрисой Сандрой Дарнелл.